# Aldo Masciotta
 (Casacalenda, 14 agosto 1909 – Torino, 24 aprile 1996) è stato uno schermidore italiano, specializzato nella sciabola. Vinse una medaglia d'argento alle Olimpiadi di Berlino 1936. Laureatosi in medicina, fu specialista in ostetricia e ginecologia e docente universitario.
Nato da famiglia agiata, dopo le scuole elementari frequentò il liceo presso il Collegio Militare di Roma dove nacque in lui la passione per la scherma. Frequentò l'università prima a Firenze poi a Napoli, dove conseguì la laurea in medicina e chirurgia a pieni voti.
Si recò poi a Torino per acquisire l'abilitazione all'esercizio professionale; nel capoluogo piemontese conseguì le specializzazioni e si fermò per il resto della sua vita.
A Torino venne a contatto con le persone e con l'ambiente che gli consentirono di affinare e mostrare le sue qualità di schermidore. Dal 1934 al 1948 fu per 64 volte componente della squadra nazionale italiana. Prese parte a cinque campionati europei, vincendo un titolo continentale nella sciabola; altri piazzamenti furono un secondo posto nella gara a squadre, un quarto e un sesto posto individuali. Vinse il concorso individuale ai campionati mondiali universitari di Torino del 1934, il torneo internazionale di Roma del 1935, l'argento a squadre alle Olimpiadi di Berlino del 1936, la medaglia d'oro a squadre e l'argento individuale ai campionati mondiali a Piestiany del 1938, nonché il torneo internazionale di Innsbruck sempre nel 1938.
Durante la Seconda guerra mondiale fu ufficiale medico sul fronte italo-francese,  dove venne decorato con la medaglia di bronzo al valor militare.
Nel 1946 vinse il titolo italiano individuale. Abbandonato l'agonismo, dal 1957 al 1968 resse la presidenze del Club di Scherma di Torino; negli undici anni della sua presidenza, il sodalizio torinese conquistò 10 titoli italiani di società. Nello stesso periodo ricevette, inoltre, la "Medaglia d'Oro al Valore Atletico" e la "Stella d'oro al Merito Sportivo". Queste onorificenze sono concesse solo agli sportivi che si sono particolarmente distinti prima come atleti, e quindi come dirigenti sportivi.
Nella vita professionale fu apprezzato specialista in ostetricia e ginecologia, nonché docente universitario di medicina interna e del lavoro. Ebbe anche l'incarico di direttore del centro ginecologico e di colposcopia dell'ospedale "Maria Vittoria" di Torino.
Per i tipi dell'editore Licinio Cappelli, uscì nel 1954 il volume dal titolo "La colposcopia nella lotta contro il cancro e nella diagnosi ginecologica" con prefazione di Hans Hinselmann (il padre della colposcopia). Questo libro, rappresenta una pietra miliare per la colposcopia in Italia, in quanto fu il primo libro sull'argomento scritto da un italiano. Aldo Masciotta fu tra i pionieri della colposcopia italiana e tra i primi a diffondere la metodiche di screening e di diagnosi precoce del tumore del collo dell'utero. Il primo volume pubblicato in Italia sulla colposcopia fu la traduzione ad opera del Prof. Piero Cattaneo, su incarico dell'omonimo Prof L. Cattaneo - Direttore dell'Università di Roma - del libro di Hans Hinselmann «Introduzione alla Colposcopia» stampato a Pavia presso la Tipografia del Libro nel 1940.
Morì nel 1996, a 87 anni, a Torino, ma venne sepolto nel paese natale di Casacalenda, in provincia di Campobasso. Sulla lastra tombale un semplice epitaffio: ALDO MASCIOTTA - Olimpionico - 1909-1996.

## Palmarès
In carriera ha ottenuto i seguenti risultati:
Giochi olimpici
Individuale
A squadre
- Argento nella sciabola a Berlino 1936

Mondiali
Individuale
- Argento nella sciabola a Piešťany 1938

A squadre
- Oro nella sciabola a Piešťany 1938
- Argento nella sciabola a Losanna 1935
- Argento nella sciabola a Parigi 1937

Campionati italiani
Individuale
- Oro nella sciabola nel 1946

A squadre